# روزی که رهایم کردی
روزی که رهایم کردی (انگلیسی: The Days of Abandonment) عنوان کتابی است از النا فرانته نویسندهٔ ایتالیایی در سال ۲۰۰۲ است که نخستین مرتبه در سال ۲۰۰۵ میلادی با ترجمه آن گلدشتاین و توسط انتشارات اروپا منتشر شد به زبان انگلیسی منتشر گردید. داستان کتاب، روایت زندگی زنی اهل تورین ایتالیا است که شوهرش بعد از پانزده سال زندگی مشترک ناگهان او را ترک می‌کند.

## داستان
کل داستان بر اساس پایان ناگهانی یک ازدواج به ظاهر محکم و شاد است. اولگا، مادری که در اواخر ۳۰ سالگی در خانه است، شوهرش ماریو به او می گوید که او و دو فرزندشان را ترک می‌کند. اولگا در ابتدا معتقد است که ماریو جدی نیست، اما به زودی متوجه می شود که شوهرش او را به خاطر یک زن دیگر ترک کرده است. پایان ازدواج ۱۵ ساله یک بحران داخلی عمیق برای اولگا ایجاد می کند.